# Уистлер-Блэккомб
Уистлер-Блэккомб (англ. Whistler Blackcomb) — горнолыжный курорт в городке Уистлер в канадской провинции Британская Колумбия. В 1997 году курорт был куплен компанией Intrawest, филиалу инвестиционной компании Fortress Investment Group, с 2016 года принадлежит Vail Resorts. Крупнейший горнолыжный парк Северной Америки, площадь — 3307 га. Расположен на высоте 675 м над уровнем моря на расстоянии 126 километров от Ванкувера (137 км от аэропорта Ванкувера).
Для горнолыжного спорта адаптированы две горы: Уистлер и Блэккомб. Наивысшая точка выхода с подъёмника находится на высоте 2240 м, а вся площадь доступных склонов и спусков обслуживаются 24 основными подъёмниками. Вертикальная высота спуска составляет 1562 м. На территории курорта находятся отели, рестораны и бары, а также шале и дома для отдыхающих. Во время зимних Олимпийских игр 2010 года в Уистлер-Блэккомбе прошли соревнования по горнолыжному спорту.